# Mohammad Zaher Shah
Pour les articles homonymes, voir Muhammad Shah et Zaher.
Mohammad Zaher Shah (en pachto et en dari : محمد ظاهر شاه), né le 15 octobre 1914 à Kaboul et mort le 23 juillet 2007 dans la même ville, est le dernier roi d’Afghanistan de 1933 à 1973. Pachtoune sunnite, il appartient à la dynastie Mohammadzaï (du clan des Barakzaï lui-même issu de la tribu des Durrani). Arrivé au pouvoir après avoir passé son enfance en France où son père diplomate est en poste, il rentre au pays, occidentalisé, avec la volonté de faire de l’Afghanistan un pays démocratique. À cette fin, il décide de le transformer en une monarchie constitutionnelle mais où le monarque a un pouvoir contrôlé par les parlements. Ce processus de démocratisation aboutit en 1964 à la Constitution la plus libérale de l'histoire afghane, qui amorce la « décennie de la démocratie ».
Zaher Shah a également modernisé la culture et l'éducation avec notamment la création de l'université de Kaboul et plusieurs établissements d'enseignement pour les filles. Il participe enfin à l'intégration internationale de l'Afghanistan en le faisant intégrer la Société des Nations en 1934, puis l'Organisation des Nations unies en 1946.

## Biographie

### Jeunes années
Mohammad Zaher Shah est né à Kaboul le 15 octobre 1914, second fils de Mohammad Nadir Shah, futur roi d’Afghanistan, et de son épouse Mah Parwar Begum.
Il est scolarisé au lycée français Esteqlal puis au collège Habiba de Kaboul. Son père ayant été nommé ministre plénipotentiaire à Paris, il y poursuit ses études d'abord au lycée Janson-de-Sailly puis au lycée Michelet et enfin à Montpellier.
De retour à Kaboul, il intègre l’École des officiers d’infanterie à Kaboul en 1930, avant de devenir ministre de la Guerre en 1932-1933 et de l’Éducation en 1933.

### Sur le trône
Il a 19 ans lorsqu'il succède à son père Mohammad Nadir Shah, assassiné par le jeune Abdul Khaliq. Il règne du 8 novembre 1933 au 17 juillet 1973 sur l’Afghanistan.
En 1934, il fait adhérer l’Afghanistan à la Société des Nations. En devenant ainsi membre de la « communauté internationale », son pays sort de son isolement régional. En 1936, il signe des accords commerciaux et militaire avec l’URSS pour moderniser son armée, et conclut, en 1937, des pactes avec la Turquie, l’Iran et l’Irak. Mais le développement économique de l'Afghanistan est entravé par une forte pression américaine sur son gouvernement pour réduire sa production d'opium, alors que l'industrie pharmaceutique américaine en était l'un des débouchés extérieurs.
En août 1940, le roi convoque une Loya Jirga, assemblée traditionnelle réunissant les chefs religieux, tribaux et militaires, pour proclamer la neutralité de son pays pendant la Seconde Guerre mondiale. Mais alors que la guerre provoque une course aux armements entre les pays belligérants, les besoins des armées en morphine permettent à l'Afghanistan de relancer ses exportations d'opium, avant que les États Unis ne reprennent dès 1945, leur combat prohibitionniste. En échange d'un engagement à coopérer avec les Américains dans leur lutte anti-drogue internationale, Mohammad Zaher Shah obtient une aide au développement conséquente dont bénéficie particulièrement la vallée du Helmand, au sud du pays. Cette aide américaine au développement dans les années d'après-guerre permet la construction de barrages hydro-électriques dans cette vallée, de réseaux d'irrigation et de routes.
En novembre 1946, l’Afghanistan est admis aux Nations unies.
Dans son environnement régional, Mohammad Nadir Shah, promeut l’idéologie de la supériorité des Pachtounes sur les autres ethnies. La « pachtounisation » forcée des mœurs provoque une rébellion armée des Hazaras à la fin des années 1950. En 1947, contestant le tracé de la ligne Durand de 1893, il vote contre l’admission du Pakistan à l’ONU. La partition du Pakistan et de l’Inde encourage Zaher Chah à remettre sur le tapis l’idée du Pachtounistan, dans l’espoir de récupérer les zones tribales pakistanaises, prises à l’Afghanistan par les Britanniques sous le règne d'Abdur Rahman Khan. Il déclare nuls et non avenus tous les accords précédents concernant la ligne Durand (la frontière imposée par les Britanniques entre l’Inde et l’Afghanistan). En 1950, la tension avec le Pakistan et le blocus des importations afghanes par ce pays amène Zaher Chah à se tourner vers l’Union soviétique.
En 1953, le prince Mohammad Daoud Khan, cousin et beau-frère de Zaher Shah, devient Premier ministre. À la tête d'une « révolution de palais », ce dernier s'arroge des pouvoirs inédits au détriment de son cousin qui, bien que marginalisé, demeure néanmoins sur le trône afghan. Alors que les Américains essaient d’obtenir un accord de défense avec l’Afghanistan tout en privilégiant leurs relations avec le Pakistan, Mohammad Daoud Khan affirme sa neutralité dans la guerre froide et noue des relations cordiales avec l'Union soviétique. Les Soviétiques développent leur pénétration économique, construisant à leur tour des barrages, des usines et des stations électriques, sans pour autant négliger leur soutien militaire.
En 1959, Zaher Shah lance un plan de modernisation de son pays par la mise en place de la scolarisation et en encourageant l'émancipation des femmes, en particulier en les autorisant à ne pas porter de voile.
En mars 1963, après plusieurs erreurs stratégiques de son cousin au pouvoir Daoud Khan, comme une tentative d’invasion ratée du district pakistanais du Bajaur majoritairement peuplé de pachtounes, Zaher Shah parvient à chasser son cousin du gouvernement et à le remplacer par un collaborateur qui lui est loyal, Mohammad Yusuf. L'année suivante, il fait élaborer une nouvelle Constitution qui transforme la monarchie constitutionnelle de 1931 en monarchie parlementaire. Cette Constitution, inspirée de la Constitution de la Ve République française, est adoptée par une Loya Jirga réunie le 9 septembre 1964 à Kaboul. C'est le début de la « décennie de la démocratie » en Afghanistan, qui voit la tenue d'élections générales en 1965 et 1969, tandis qu'une classe moyenne se développe à Kaboul. La liberté d'expression se développe et des partis d’opposition sont créés, en particulier des partis communistes et des partis islamistes. Mais cette période est aussi marquée par l'instabilité politique, alors que cinq Premiers ministres se succèdent en une décennie.
Le 17 juillet 1973, pendant qu’il est en voyage en Italie pour suivre une cure, Zaher Shah, est renversé par son cousin Daoud Khan qu'il avait écarté du pouvoir dix ans plus tôt. Il abdique, afin d'éviter le bain de sang tandis que le même jour, le 24 août 1973, Daoud Khan proclame la république d’Afghanistan.

### L’exil et le retour
Zaher Shah se réfugie en Italie et vit en exil à Rome. De l'étranger, il suit l'actualité afghane, mais reste à l'écart des affaires du pays pendant la période communiste et jusqu'à la période islamiste (de 1996 à 2001). Mais sa popularité auprès de la population afghane reste élevée, au point que les talibans, lorsqu'ils arrivent au pouvoir en 1996, se réclament opportunément de Zaher Shah dont ils se disent proches, notamment parce qu’ils sont Pachtounes. Pourtant, ce dernier, de culture occidentale, contribue à leur chute en fédérant les seigneurs de guerre afghans en résistance contre le gouvernement des talibans.

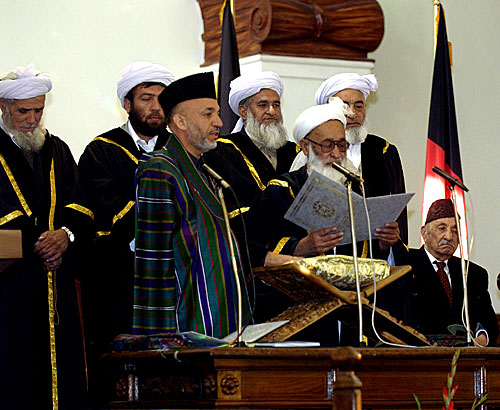
Le roi Zaher, assis à la droite de l’image, le jour de l’investiture d’Hamid Karzai, le 7 décembre 2004.

Après les accords de Bonn de décembre 2001, qui ont organisé la transition politique du pays après la chute du régime des talibans, il retourne en Afghanistan en 2002. Après avoir été écarté du poste symbolique de chef de l'État, il est finalement élu président de la Loya Jirga (assemblée) de juin 2002 qui désigne Hamid Karzai comme président d’un gouvernement de transition. Ayant déclaré ne pas souhaiter retrouver son trône, Mohammad Zaher Shah se voit décerner le titre officiel de « Père de la nation » le 15 juin 2002. Il retourne vivre définitivement à Kaboul le 4 août 2002.
En dépit de son âge, il continue de donner de nombreuses audiences, tant à des notables afghans qu’à toutes les personnalités internationales de passage à Kaboul et exerce une influence discrète sur la vie politique.
Il meurt le 23 juillet 2007 à Kaboul à l'âge de 92 ans. Le président Karzai décrète un deuil de trois jours en Afghanistan, où le roi est inhumé aux côtés de son père, sur une colline qui domine Kaboul.

## Famille
De son mariage le 7 novembre 1931 avec sa cousine germaine Humaira Begum (1918-2002), il a six fils et deux filles :
1. la princesse Bilqis Begum (née le 17 avril 1932).
2. le prince Mohammad Akbar Khan (4 août 1933 - 26 novembre 1942).
3. le prince héritier Ahmad Shah (23 septembre 1934 - 4 juin 2024), prétendant au trône à la mort de son père.
4. la princesse Maryam Begum (2 novembre 1936 - 25 décembre 2021).
5. le prince Mohammad Nadir Khan (21 mai 1941 - 3 avril 2022).
6. le prince Shah Mahmoud Khan (15 novembre 1946 - 7 décembre 2002).
7. le prince Mohammad Daoud Pashtunyar Khan (né le 14 avril 1949), père de Noal (née en 1978) qui épouse Mohamed Ali Fouad (né en 1979), prince héritier du trône d'Égypte.
8. le prince Mir Wais Khan (7 janvier 1957 - 29 septembre 2023).

Mohammad Zaher Shah est le beau-frère d'Homayoun Assefi.

## Décorations
- Grand collier de l’ordre Pahlavi (Iran)[7]
- Collier de l’ordre de Muhammad Ali (Égypte)
- Grand-croix de l'ordre de la Légion d’honneur (France) le 7 décembre 1949[8]
- Chevalier grand-croix au grand cordon de l'ordre du Mérite de la République italienne (Italie)
- Grande Étoile de Yougoslavie
- Nishan-e-Pakistan (en)[9].